# Лучковский сельский совет (Кобелякский район)
Лучковский сельский совет (укр. Лучківська сільська рада) — входит в состав
Кобелякского района
Полтавской области
Украины.
Административный центр сельского совета находится в 
с. Лучки.

## Населённые пункты совета
- с. Лучки
- с. Правобережная Соколка